# كوجو (قرية)
كوجو (بالكردية: کۆچۆ) هي قرية تقع في قضاء سنجار، جنوب جبال سنجار في محافظة نينوى في العراق. وتُعد من المناطق المتنازع عليها في شمال العراق ويقطنها اليزيديون. اكتسبت القرية اهتمامًا دوليًا في عام 2014 بسبب الإبادة الجماعية التي ارتكبها تنظيم الدولة الإسلامية بحق اليزيديين.

## الإبادة الجماعية

### خلفية
بعد سقوط الموصل في أوائل يونيو 2014، انسحبت القوات العراقية من منطقة سنجار بما في ذلك قرية كوجو. وبعد ذلك، دخلت قوات البيشمركة مدينة سنجار لمنع تنظيم الدولة الإسلامية (داعش) من السيطرة عليها. بدأت البيشمركة في بناء حاجز جنوب المدينة لمنع توغلات داعش. وبين يونيو وأغسطس من ذلك العام، تعرضت المنطقة لهجمات صغيرة النطاق من قبل داعش. غادر الجنود القلائل من البيشمركة في كوجو لدعم قوات البيشمركة الأخرى شمالًا نتيجة تقدم داعش. وغادر مئات السكان المحليين نحو جبال سنجار للبحث عن ملاذ آمن، وتم إنقاذهم لاحقًا من قبل وحدات حماية الشعب، بينما ورد أن بعضهم وقع في أيدي داعش.

### المذبحة
في 3 أغسطس 2014، سيطر تنظيم الدولة الإسلامية على قرية كوجو بالكامل. حيث قام تنظيم الدولة الإسلامية بسجن اليزيديين لمدة 12 يومًا، ثم أعطى لهم مهلة مدتها ثلاثة أيام لاعتناق الإسلام أو مواجهة الموت. ولأن اليزيديين رفضوا ذلك، بدأت المذبحة في 15 أغسطس 2014. قام داعش بفصل الرجال عن النساء والأطفال وأخذهم جميعًا إلى المدرسة الثانوية في القرية، حيث أُجبر اليزيديون على تسليم هواتفهم المحمولة ومجوهراتهم. ويقدر عدد السكان الذين عاشوا في القرية بحوالي 1826 يزيديًا. وقد ارتكب أفراد داعش قطع رؤوس حوالي 600 رجلا يزيديا، وبعضهم أُحرقوا أحياء أو أُطلق عليهم النار. وتم إلقاء جثث الضحايا، بما في ذلك بعض الذين كانوا لا يزالون على قيد الحياة، في مقابر جماعية. بعد ذلك، اختطف داعش أكثر من 1000 طفل وامرأة من القرية. وتم أخذ الأطفال دون سن 14 إلى معسكرات التدريب التابعة لداعش لتدريبهم، بينما تم استعباد النساء والفتيات اليزيديات واستغلالهن جنسيًا.
وفي 25 مايو 2017، تم تحرير البلدة من قبل القوات العراقية وقوة حماية ايزيدخان.

### أعقاب المذبحة
في مارس 2019، بدأت عمليات استخراج المقابر الجماعية في القرية.

## كتب
- كوجو: مذبحة داعش في قرية إيزيدية (بول كينجيري، 05.10.2018) (ردمك 978-1726768993)

## وصلات خارجية
- العراق: داعش ينتقم من قرية إيزيدية ويعدم رجالها
- عودة رفات الأيزيديين إلى كوجو في سنجار
- قصة الناجي الوحيد من مجزرة سنجار.. "رأيت الموت بعيني"
- ذكرى مرور 7 سنوات على مجزرة قرية " كوجو " الايزيدية في قضاء سنجار